# Bryum arcticum
Bryum arcticum és una espècie de molsa (briòfit) de la família de les briàcies. Distribuïda àmpliament per regions àrtiques o alpines de l'Hemisferi Nord. Habita sòls pedregosos o roques de naturalesa calcària. Als Països Catalans és molt rara i només hi és present a la Vall de Núria.

## Característiques
És una molsa sinoica (gametangis presents al mateix individu i en caudilis distints) que forma gespets i encoixinats vermellosos baixos. Fil·lidis ovatolanceolats, acuminats, percurrents amb nervis de color verd o brunenc i de marge biestratificat (compostos de dues capes de cèl·lules). L'esporòfit presenta una càpsula pèndula, periforme o gibosa amb la boca constreta. Les dents de l'exostoma són opaques i brunes a la base i papil·loses.